# 20th Century Masters – The Millennium Collection: The Best of the Allman Brothers Band
20th Century Masters – The Millennium Collection: The Best of the Allman Brothers Band es un álbum recopilatorio de la banda estadounidense The Allman Brothers Band. Fue publicado el 25 de enero de 2000 a través de Polydor Records.

## Recepción de la crítica
William Ruhlmann de AllMusic declaró: “Con la compilación de 1991 A Decade of Hits 1969–1979 todavía en impresión, usted se preguntará por qué Polydor consideró necesario publicar The Best of the Allman Brothers Band como parte de 20th Century Masters/The Millennium Collection de Universal Music Group. [...] La respuesta simple es el precio: [...] The Best of the Allman Brothers Band es una colección destinada a los amantes de la música que cuidan su presupuesto y quieren el álbum más barato posible que contenga canciones conocidas de Allman Brothers como «Ramblin' Man», «Crazy Love» y «Whipping Post» de sus primeros diez años de grabación. Por supuesto, sigue siendo cierto que lo mejor de un solo disco no es la forma ideal de apreciar a los Allman Brothers”.

## Lista de canciones
| N.º | Título                                              | Escritor(es)                                                                     | Duración |  |
| 1.  | «Whipping Post» (de The Allman Brothers Band, 1969) | Gregg Allman                                                                     | 5:16     |  |
| 2.  | «Dreams» (de The Allman Brothers Band, 1969)        | G. Allman                                                                        | 7:16     |  |
| 3.  | «Revival» (de Idlewild South, 1970)                 | Dickey Betts                                                                     | 4:03     |  |
| 4.  | «Midnight Rider» (de Idlewild South, 1970)          | G. Allman, Robert Kim Payne                                                      | 2:57     |  |
| 5.  | «Hot 'Lanta» (de At Fillmore East, 1971)            | Duane Allman, G. Allman, Betts, Butch Trucks, Berry Oakley, Jai Johanny Johanson | 5:19     |  |
| 6.  | «Melissa» (de Eat a Peach, 1972)                    | G. Allman                                                                        | 3:54     |  |
| 7.  | «Stand Back» (de Eat a Peach, 1972)                 | G. Allman, Oakley                                                                | 3:24     |  |
| 8.  | «Blue Sky» (de Eat a Peach, 1972)                   | Betts                                                                            | 5:09     |  |
| 9.  | «Ramblin' Man» (de Brothers and Sisters, 1973)      | Betts                                                                            | 4:48     |  |
| 10. | «Jessica» (de Brothers and Sisters, 1973)           | Betts                                                                            | 7:28     |  |
| 11. | «Crazy Love» (de Enlightened Rogues, 1979)          | Betts                                                                            | 3:43     |  |

## Créditos y personal
Créditos adaptados desde las notas de álbum de 20th Century Masters – The Millennium Collection: The Best of the Allman Brothers Band.
The Allman Brothers Band
- Gregg Allman – órgano, piano, voces
- Duane Allman – guitarra líder, guitarra acústica, slide guitar (1–5, 7, 8)
- Dickey Betts – guitarra líder, guitarra acústica, slide guitar, voces
- Berry Oakley – guitarra bajo (1–9)
- Butch Trucks – batería, percusión
- Jai Johanny Johanson – batería, percusión

Músicos adicionales
- Chuck Leavell – piano (9, 10)
- Les Dudek – guitarra líder (9), guitarra acústica (10)
- Lamar Williams – guitarra bajo (10)
- Dan Toler – guitarra (11)
- David Goldflies: guitarra bajo (11)
- Bonnie Bramlett – coros (11)

## Certificaciones y ventas
| País                  | Certificación | Ventas  |
| --------------------- | ------------- | ------- |
| Estados Unidos (RIAA) | Oro           | 500,000 |